# Kas (Radsportteam)

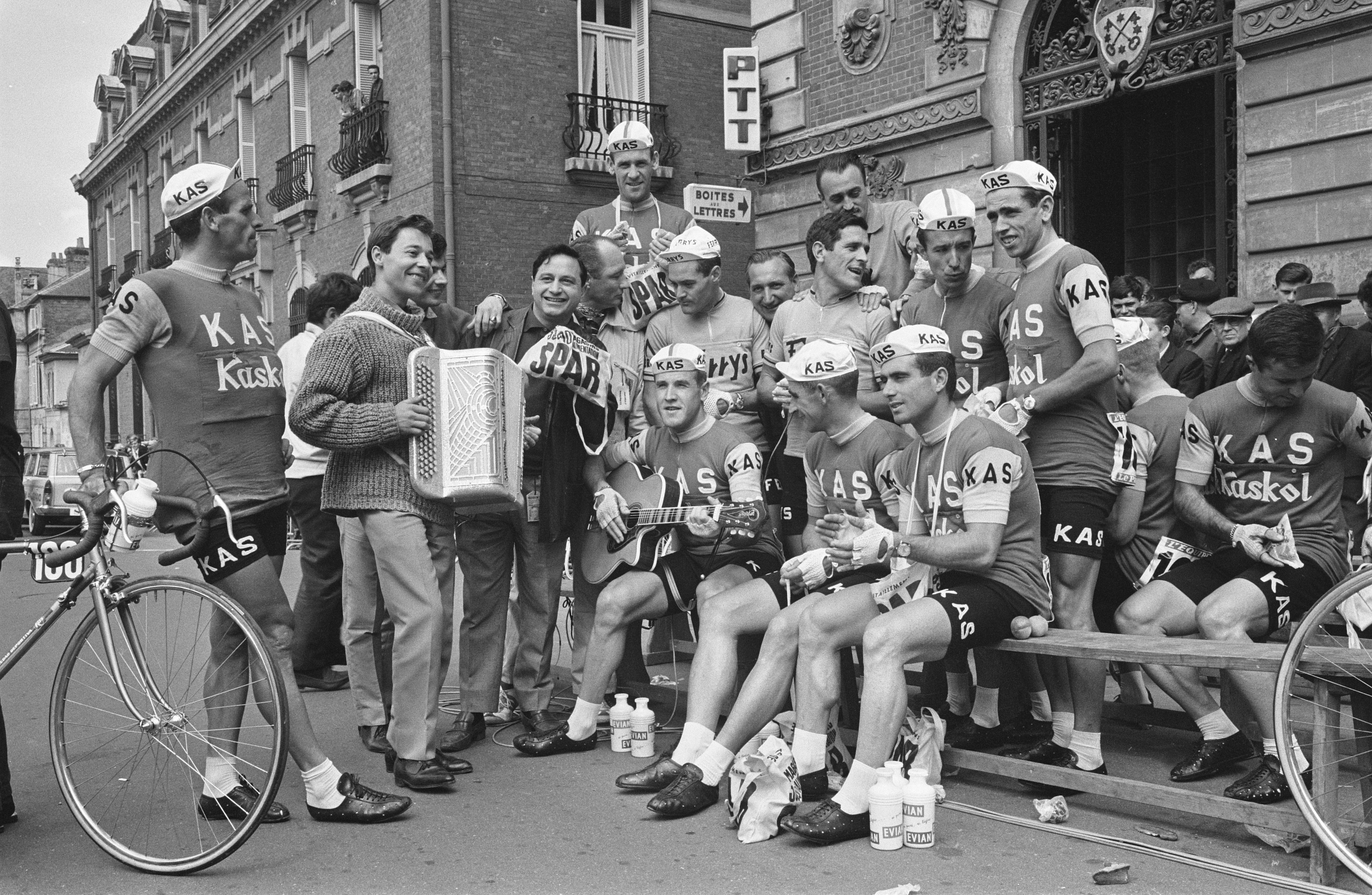
Das Kas-Kaskol-Team während der Tour de France 1964

Kas war der Name zweier professioneller Radsportteams in den 1960er- bis 1980er-Jahren. Gesponsert wurden die Mannschaften von einem spanischen Getränkehersteller, der seine Limonadenmarke Kas – heute vertrieben durch PepsiCo – bewarb. Die traditionelle Trikotfarbe war gelb mit blauer Schrift; später wurde auch die umgekehrte Kombination gewählt.

## Geschichte

### 1958–1979
Das erste Kas-Team wurde 1958 gegründet. In diesem Jahr gewann das Team mit Fausto Izan eine Etappe der Vuelta a España. 1959 verpflichtete das Team den spanischen Meister von 1958, Federico Bahamontes, der zuvor bereits zwei Mal die Bergwertung der Tour de France und der Vuelta a España gewonnen hatte. Bahamontes gewann die in Nationalteams bestrittene Tour de France 1959 und verließ Kas 1960. Gleichwohl gewann das Team Antonio Karmay Mestre die Bergwertung der Vuelta a España 1960, 1961 und 1962. Auch 1964 und 1965 gewann das Team die Bergwertung Vuelta a España durch Julio Jiménez. 
Kas-Kaskol dominierte die Vuelta a España 1966: Francisco Gabica wurde Gesamtsieger, Eusebio Velez Mendizabal wurde Zweiter Carlos Echeverría Dritter, Gregorio San Miguel wurde Sieger der Bergwertung und die Fahrer des Teams gewannen insgesamt 14 der 18 Etappen. Kas gewann die Mannschaftswertung der Vuelta 1967 und 1968. 
1971 verpflichtete die Mannschaft den besten Neoprofi der Vuelta a España 1970, José Manuel Fuente. Fuente gewann das Maglia Verde des Giro d’Italia 1971 und die Vuelta a España 1972. Sein Teamkollege Miguel María Lasa wurde Zweiter. Vier weitere Kas-Fahrer platzierten sich unter den ersten Zehn. Das Team gewann die Bergwertung, die Punktewertung, die Kombinationswertung und die Mannschaftswertung.
Beim Giro d’Italia 1972 übernahm Fuente vorübergehend das Maglia Rosa des Führenden, gewann erneut die Bergwertung und wurde schließlich Zweiter hinter Eddy Merckx.
1974 gewann Fuente erneut die Vuelta und das Team die Mannschaftswertung.
Im folgenden Jahr gewann Kas bei der Vuelta a España erneut die Bergwertung, Punktewertung und Mannschaftswertung. Bis zum Abschlusszeitfahren führten die Fahrer des Teams auch die Gesamtwertung an. Dann übernahm Agustín Tamames die Führung und verwies die Kas-Fahrer Domingo Perurena und Miguel María Lasa auf die Plätze. Txomin Perurena gewann die Meisterschaft im Straßenrennen in jener Saison.
Kas gewann erneut die Vuelta a España 1976 mit José Pesarrodona und die Bergwertung mit Andrés Oliva. Das Team gewann die Mannschaftswertungen der Vuelta a España 1978 und 1979. 1979, im letzten Jahr dieses Teams, stießen zahlreiche belgische Fahrer zum Team zusammen mit dem Sportdirektor Robert Lelangue. Lucien Van Impe, Sieger der Tour de France 1976, gewann für das Team eine Etappe der Tour de France 1979.

### 1985–1988
1985 kam Kas als Cosponsor des von Jean de Gribaldy gemanagten Skil-Sem-Teams zurück zum Radsport. Im folgenden Jahr übernahm Kas das Namenssponsoring des Teams und das Kas-Trikot erschien wieder im Peloton. Um den Interessen des Sponsors entgegenzukommen, fuhr das Team vermehrt spanische Rennen.
Das Team gewann mit Sean Kelly u. a. die Vuelta a España 1988, die Baskenlandrundfahrt 1986 und 1987, die Katalonien-Rundfahrt 1986 und mit Acácio da Silva die Züri-Metzgete 1986.
Nachdem de Gribaldy im Januar 1987 bei einem Autounfall gestorben war, nahm das ursprünglich französische Team die spanische Nationalität an. 1988 verstarb auch der Teameigner und Kas stellte das Sponsoring ein.